# Beweg dein Arsch
Beweg dein Arsch ist ein deutschsprachiger Pop-Rock-Titel von LaFee von 2007. Er wurde von Bob Arnz, LaFee und Gerd Zimmermann für LaFees zweites Studioalbum Jetzt erst recht geschrieben. Das Lied ist der fünfte Titel des Albums und wurde als zweite Single veröffentlicht.

## Single
Maxi-Single
1. Beweg dein Arsch – 2:41
2. Es tut weh – 4:02
3. Beweg dein Arsch (Club Mix) – 2:49
4. Beweg dein Arsch: Directors Cut
5. Der Tanz zu “Beweg dein Arsch”
6. Documentary Snippet: Part 2

## Musikvideo
Das Musikvideo wurde von Bastien Francois erstellt. Zu sehen ist LaFee bei einem barocken Festbankett, sie tanzt einige Moves in festlicher Garderobe und später singt sie auch mit den anwesenden Musikern. 

## Charts und Chartplatzierungen
Beweg dein Arsch erreichte in Deutschland Rang 22 der Singlecharts und konnte sich neun Wochen in den Top 100 platzieren. In Österreich erreichte die Single in fünf Chartwochen mit Rang 35 seine höchste Chartnotierung, in der Schweizer Hitparade mit Rang 87 in drei Chartwochen. LaFee erreichte mit Beweg dein Arsch zum sechsten Mal die Singlecharts in Deutschland und Österreich sowie zum vierten Mal in der Schweiz.
| ChartsChartplatzierungen | Höchstplatzierung | Wochen |
| ------------------------ | ----------------- | ------ |
| Deutschland (GfK)        | 22 (9 Wo.)        | 9      |
| Österreich (Ö3)          | 35 (5 Wo.)        | 5      |
| Schweiz (IFPI)           | 87 (3 Wo.)        | 3      |